# Buconica

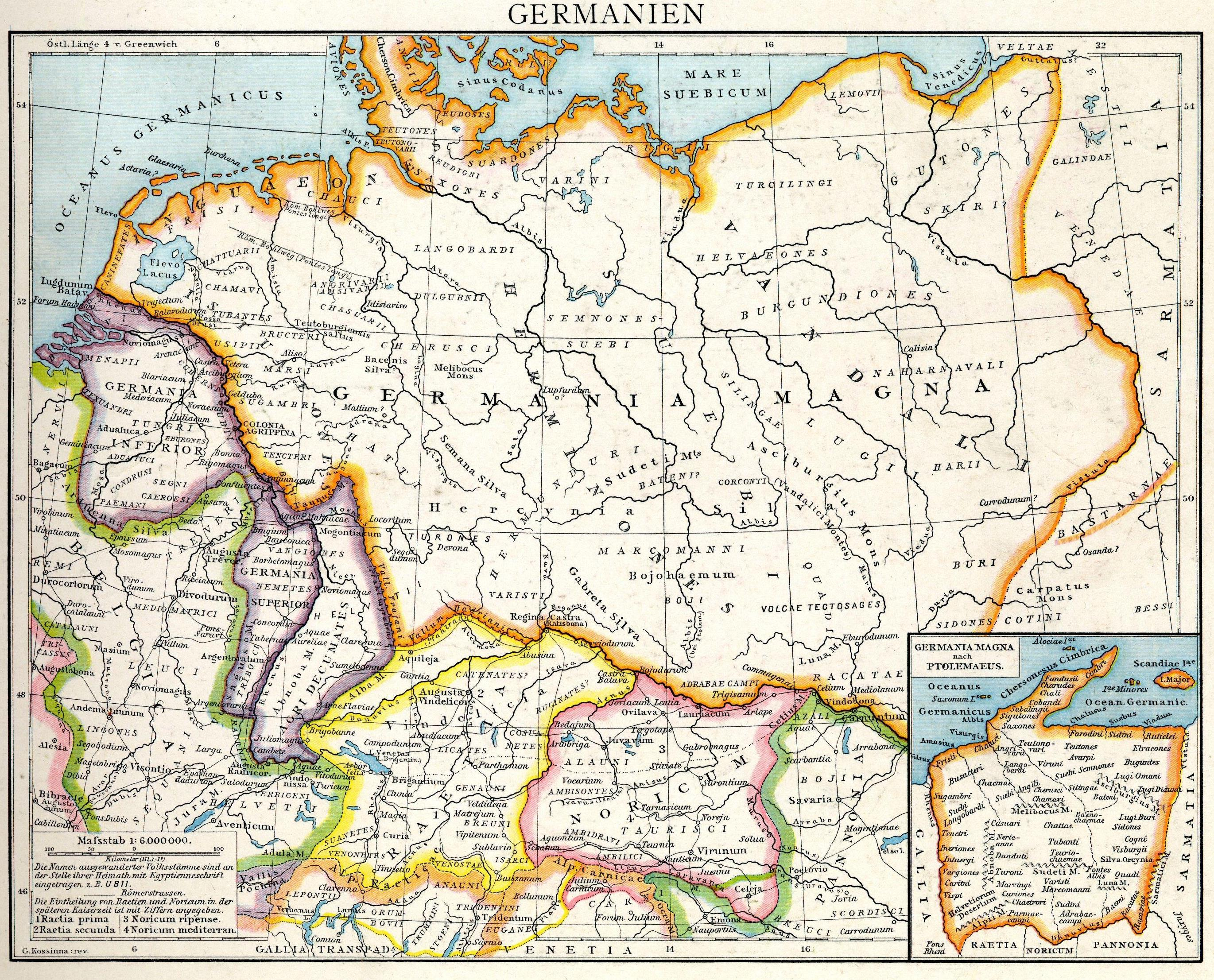
Bauconica zwischen Mogontiacum (Mainz) und Borbetomagus (Worms) verortet.

Buconica, auch Bouconica, Bonconica, Bauconica war der Name einer linksrheinischen römischen Militär- oder Straßenstation an der römischen Rheintalstraße im heutigen Rheinland-Pfalz. Der Name ist im Itinerarium Antonini überliefert. Auch auf der Meilensäule von Aduatuca, gefunden in Tongern in Belgien, wird der Ort genannt. Auf der Tabula Peutingeriana befindet sich Bonconica neun Leugen südlich von Mogontiacum (Mainz) und elf Leugen nördlich von Borbetomagus (Worms).
Als Standort wird zumeist Nierstein angenommen. Zu den römischen Funden in Nierstein zählt das Sironabad. Der Archäologe Gerd Rupprecht lokalisiert den Stützpunkt bei Oppenheim. Die Spuren mehrerer Militärlager wurden auch rechtsrheinisch im Fundgebiet Trebur-Geinsheim entdeckt.